# Emulator

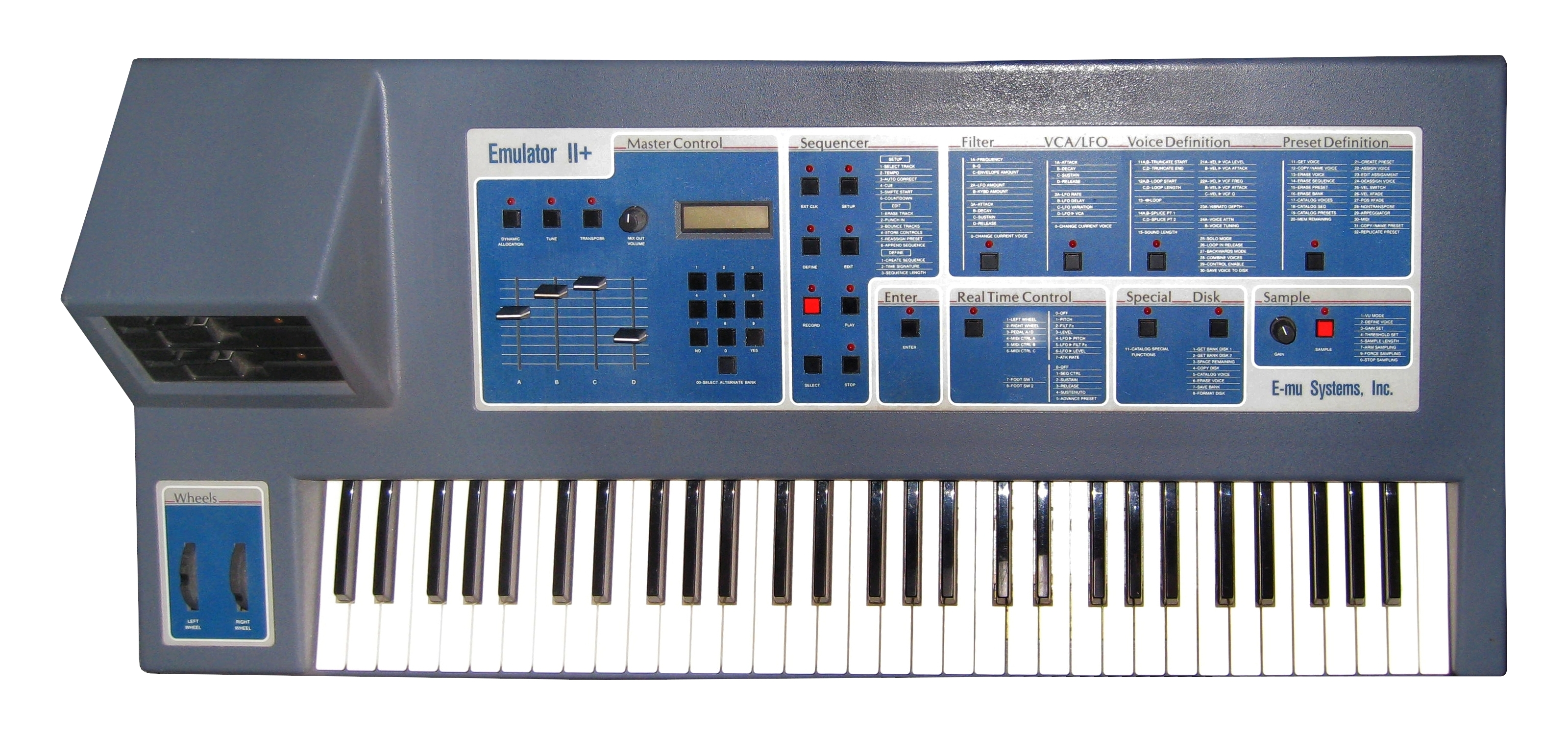
E-mu Emulator II+. Puede leerse el panel mediante la ampliación de la imagen.

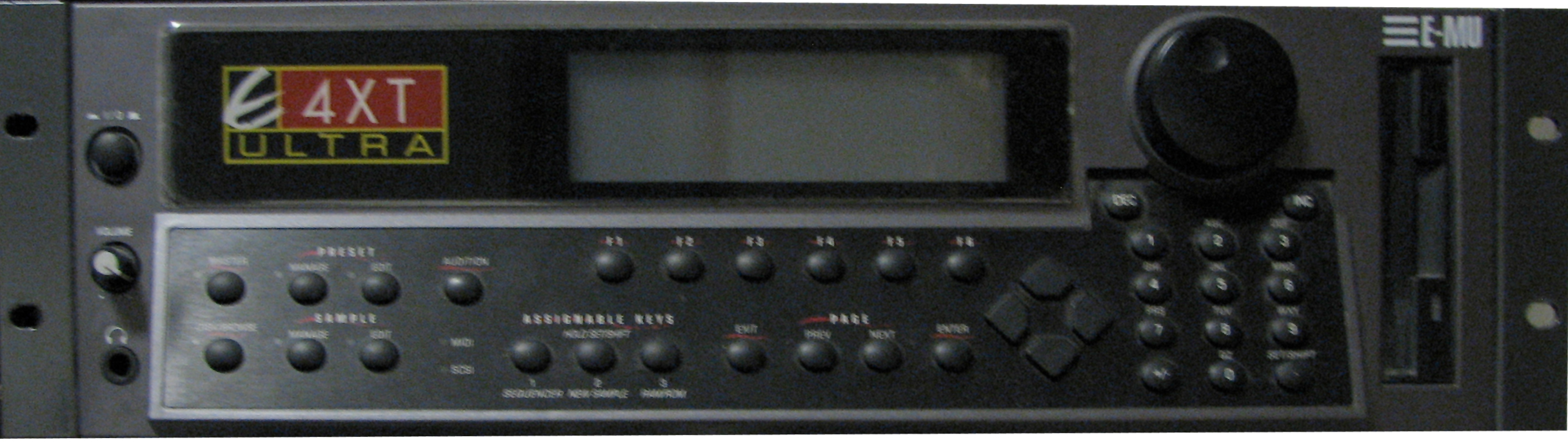
E-MU E4XT Ultra.

El emulator es un sampler y, como tal, un instrumento musical electrónico fabricado por E-Mu Systems. El primer prototipo fue diseñado por Dave Rossum en noviembre de 1980.
El emulator fue lanzado al mercado como una alternativa más económica que el fairlight.
El esquema de memoria utilizado por el emulator era más simple que el de su predecesor y las funciones de edición se limitaban a modificar el punto de comienzo y final de la muestra que tenía una duración fija de 2 segundos. La calidad de la muestra era, también, inferior a la del Fairlight, pues la traza de muestra de ésta era de 16 bits, mientras Emulator era de 8 bits.
Siempre se menciona la anécdota de que Stevie Wonder fue quien encargó el primer Emulator que se fabricara comercialmente tras su demostración en una exposición del NAAM. De hecho, en su poder está el Emulator con el número de serie #001. 
La saga de los Emulator llegó hasta el Emulator III. 